# أرت تاتوم
أرت تاتوم (بالإنجليزية: Art Tatum) (و. 1909 – 1956 م) هو عازف بيانو، وعازف جاز، وموسيقي أمريكي، ولد في توليدو، أوهايو، توفي في لوس أنجلوس، عن عمر يناهز 47 عاماً، بسبب قصور كلوي.

## جوائز وترشيحات
حصل على جوائز منها:
- جائزة غرامي لإنجاز العمر (1989)
- جائزة غرامي لإنجاز العمر (1987)
- جائزة قاعة مشاهير جرامي (1984)
- جائزة قاعة مشاهير جرامي (1976)
- جائزة غرامي لأفضل مقطوعة جاز منفردة (1972).

ترشح لـ:
- جائزة غرامي لأفضل مقطوعة جاز منفردة (1972).

## وصلات خارجية
- أرت تاتوم على موقع IMDb (الإنجليزية)
- أرت تاتوم على موقع الموسوعة البريطانية (الإنجليزية)
- أرت تاتوم على موقع ميوزك برينز (الإنجليزية)
- أرت تاتوم على موقع إن إن دي بي (الإنجليزية)
- أرت تاتوم على موقع أول ميوزيك (الإنجليزية)
- أرت تاتوم على موقع ديسكوغز (الإنجليزية)
- أرت تاتوم في قاعدة بيانات الأفلام على الإنترنت